# Risellopsis
Risellopsis là một chi ốc biển, là động vật thân mềm chân bụng sống ở biển trong họ Littorinidae.

## Các loài
Các loài thuộc chi Risellopsis bao gồm:
- Risellopsis mutabilis May, 1909 [2]
- Risellopsis varia (Hutton, 1873)[3]